# NordWestBahn

Ehemaliges Logo der NordWestBahn bis 2015

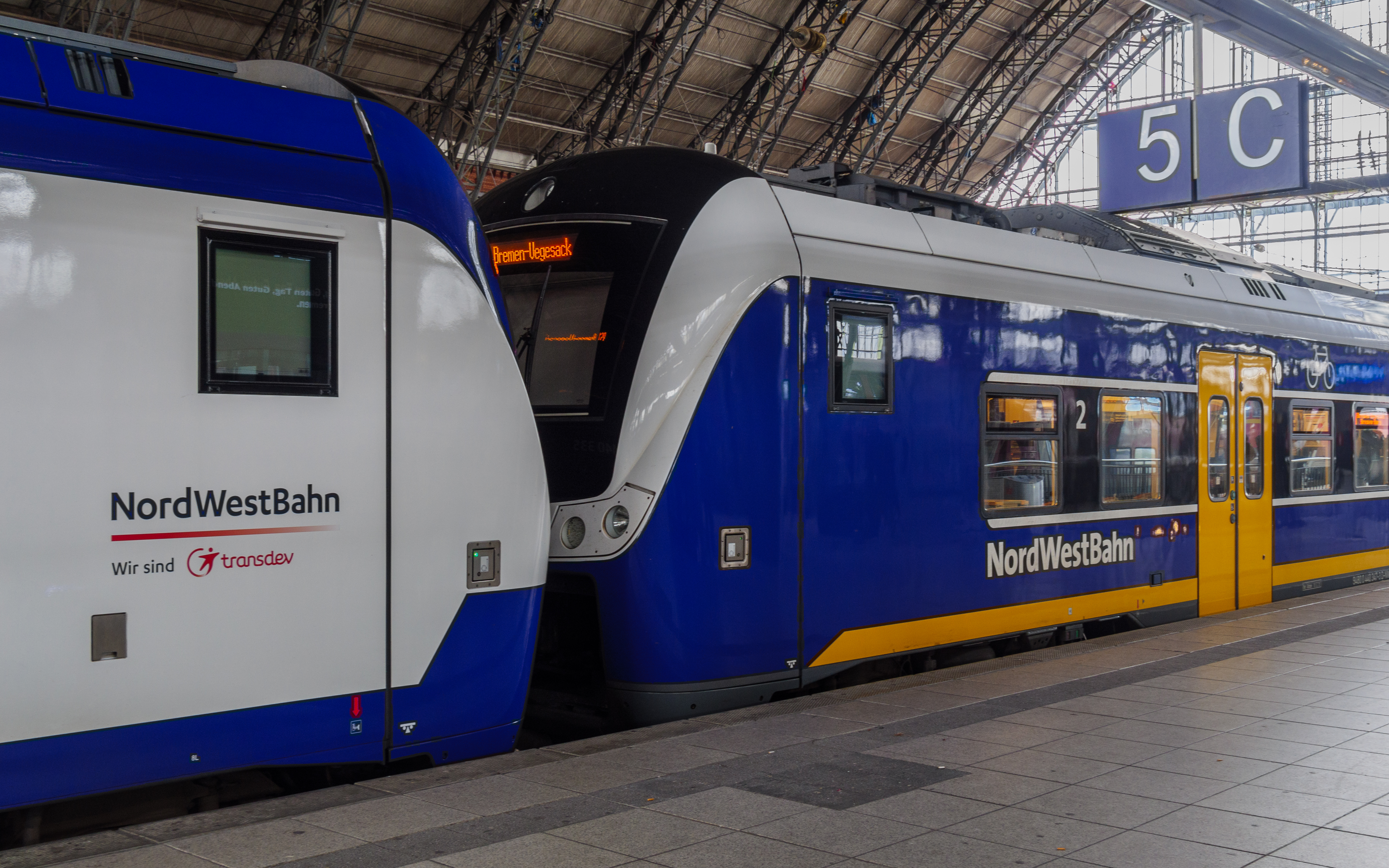
Alstom Coradia Züge in neuer und alter Lackierung

Die Nordwestbahn GmbH (NWB; Eigenschreibweise: NordWestBahn) ist ein nichtbundeseigenes Eisenbahnverkehrsunternehmen, das seit dem Jahr 2000 im Auftrag verschiedener Aufgabenträger Schienenpersonennahverkehr auf Haupt- und Nebenstrecken in Nordwest- und Westdeutschland betreibt. Derzeit umfasst das Verkehrsnetz der NordWestBahn 12 Linien mit etwa 1.000 Streckenkilometern. Die NordWestBahn befördert mit mehr als 700 Beschäftigten jährlich etwa 22 Millionen Fahrgäste. Sie ist ein Tochterunternehmen der Transdev GmbH, Berlin.

## Geschichte
Das Unternehmen wurde 1999 gemeinsam von den Gesellschaftern Veolia Verkehr Regio GmbH (64 % Anteil, heute: Transdev Regio GmbH), Stadtwerke Osnabrück AG (26 %) sowie der Verkehr und Wasser GmbH (VWG) aus Oldenburg (10 %) gegründet. Als Sitz der Gesellschaft wurde Osnabrück gewählt. Im Jahr 2011 kündigte das kommunale Unternehmen VWG und dann 2014 auch die Stadtwerke Osnabrück an, dass sie ihre Anteile aus vergaberechtlichen Gründen bis Ende 2017 veräußern wollten. Die zunehmende Expansion der Nordwestbahn nach EU-Recht sei nicht mehr mit der Konzentration der beiden Versorgungsunternehmen auf das regionale Kerngeschäft vereinbar. Mit Wirksamkeit zum 3. Januar 2017 wurden deren Geschäftsanteile an der Nordwestbahn an die in Berlin ansässige Transdev Regio GmbH verkauft, die wiederum zur Transdev GmbH gehört. Zum 1. September 2022 wurden die Linien im Rhein-Ruhr-Bereich in die neu gegründete Gesellschaft Transdev Rhein-Ruhr GmbH überführt, die unter dem neuen Markennamen RheinRuhrBahn auftritt. Die übrigen Linien in Ostwestfalen, Niedersachsen und Bremen werden weiterhin von der NordWestBahn betrieben werden.

## Aktueller Betrieb

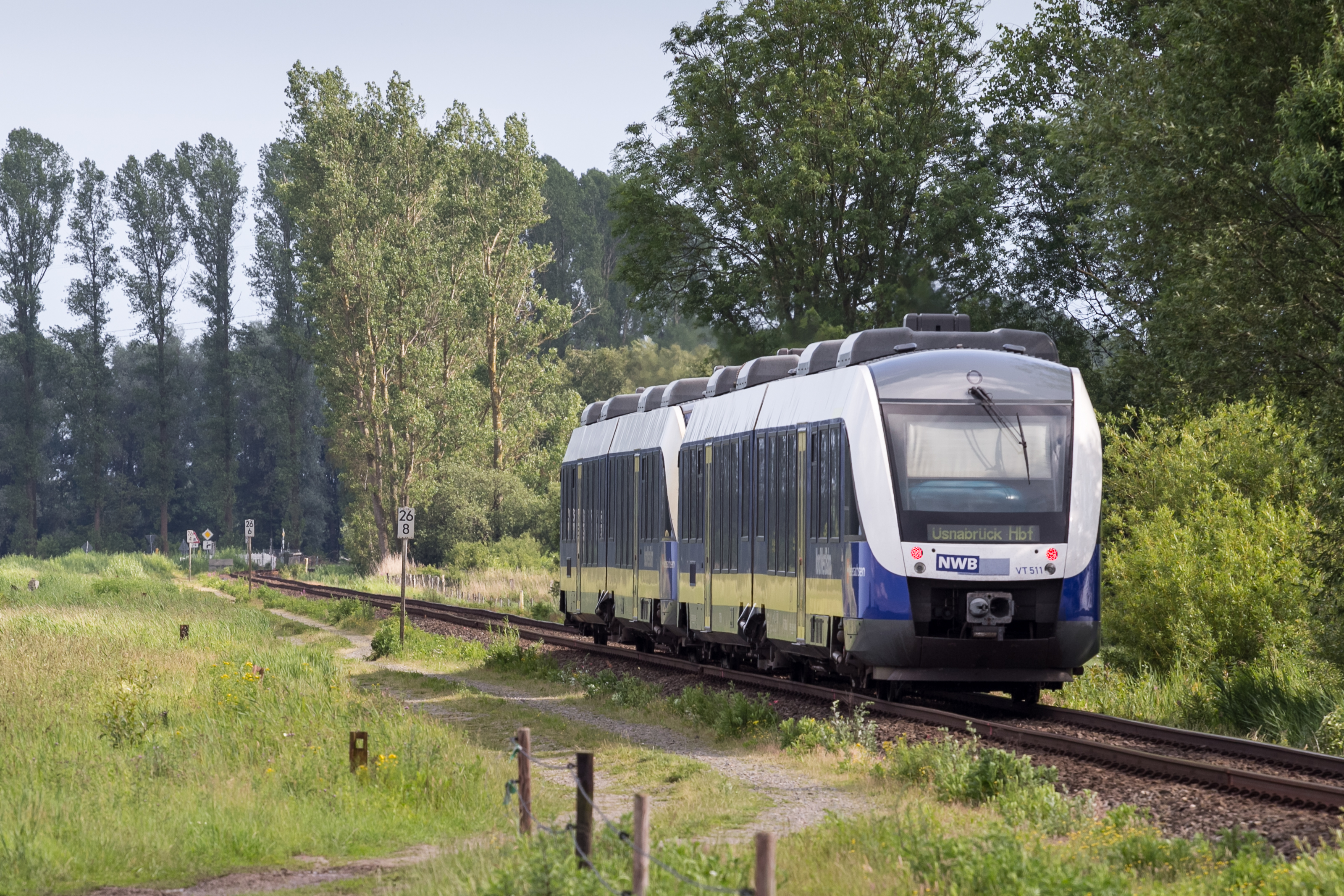
Zug der NordWestBahn südlich Varel (2011)

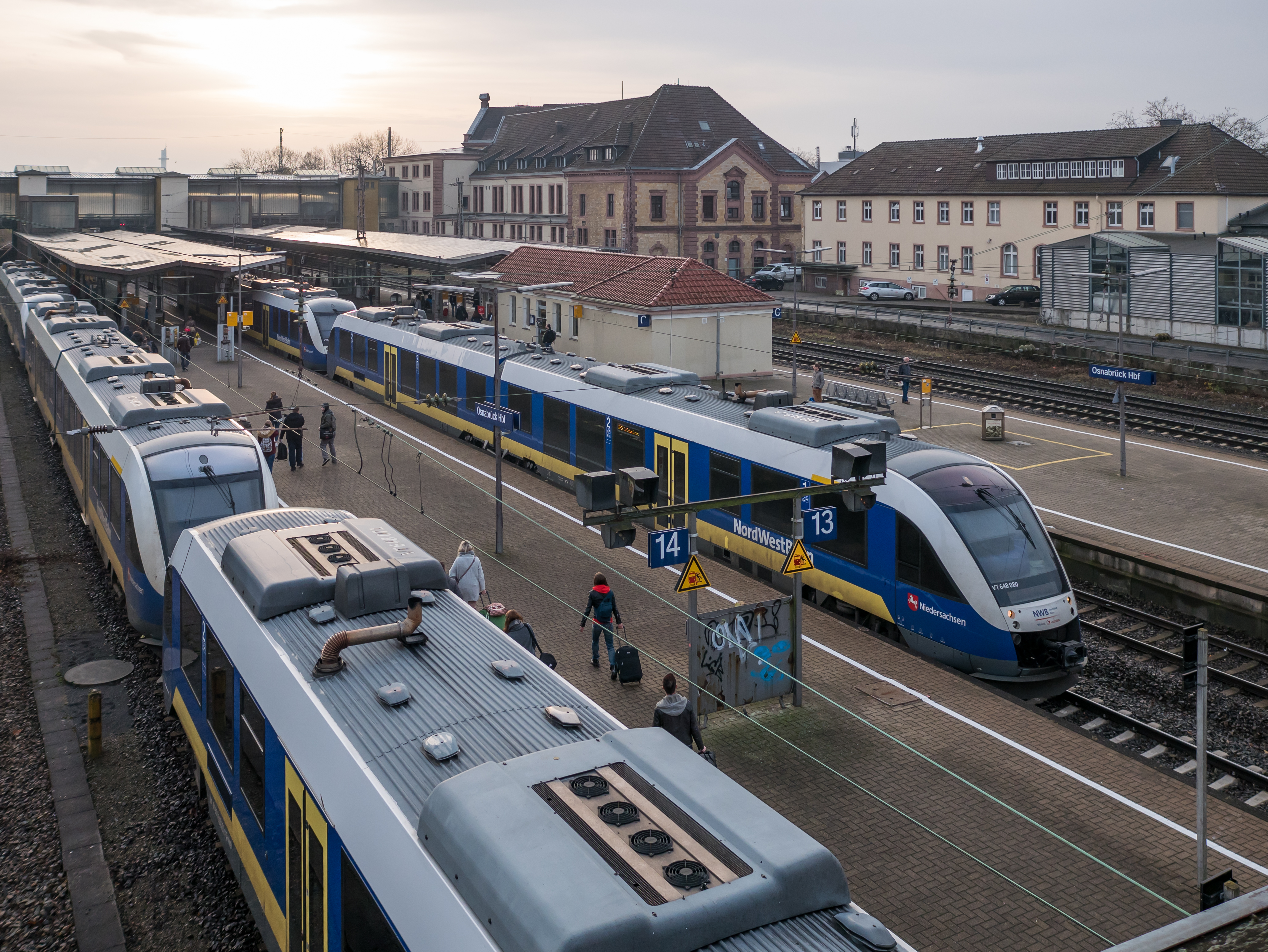
Triebwagen der NordWestBahn in Osnabrück Hbf

NWB-Netz

Logo der Regio-S-Bahn

| Linie              | Name                        | KBS      | Zuglauf                                                                    | Netz | Laufzeit          |
| ------------------ | --------------------------- | -------- | -------------------------------------------------------------------------- | ---- | ----------------- |
| RE 18              |                             | 392      | Wilhelmshaven Hbf – Oldenburg (Oldb) Hbf – Osnabrück Hbf                   | WE   | 11/2000 – 12/2035 |
| RB 59              | Ostfriesische Küstenbahn    | 393      | Wilhelmshaven Hbf – Jever – Wittmund – Esens                               | WE   | 11/2000 – 12/2035 |
| RB 58              |                             | 394      | Bremen Hbf – Delmenhorst – Vechta – Osnabrück Hbf                          | WE   | 11/2000 – 12/2035 |
| RS 1               |                             | 126, 127 | Bremen-Farge – Bremen-Vegesack – Bremen Hbf – Achim – Verden (Aller)       | RSBN | 12/2011 – 12/2036 |
| RS 2               |                             | 125, 385 | Bremerhaven-Lehe – Bremerhaven Hbf – Bremen Hbf – Twistringen              | RSBN | 12/2010 – 12/2036 |
| RS 3               |                             | 390      | Wilhelmshaven – Oldenburg (Oldb) Hbf – Bremen Hbf                          | RSBN | 12/2003 – 12/2036 |
| RS 30              |                             | 390, 392 | Bremen Hbf – Oldenburg (Oldb) Hbf – Bad Zwischenahn                        | RSBN | 12/2010 – 12/2036 |
| RS 4               |                             | 391      | Bremen Hbf – Delmenhorst – Hude – Berne – Nordenham                        | RSBN | 12/2010 – 12/2036 |
| RS 6               | ehemals RB 76               |          | Verden (Aller) – Rotenburg (Wümme)                                         | RSBN | 12/2022 – 12/2036 |
| RB 74              | Senne-Bahn                  | 403      | Bielefeld Hbf – Bielefeld-Senne – Schloss Holte – Paderborn Hbf            | OWL  | 12/2003 – 12/2029 |
| RB 75              | Haller Willem               | 402      | Bielefeld Hbf – Halle (Westf.) – Wellendorf – Osnabrück Hbf                | OWL  | 12/2003 – 12/2029 |
| RB 84              | Egge-Bahn                   | 403      | Paderborn Hbf – Altenbeken – Ottbergen – Holzminden – Kreiensen            | OWL  | 12/2003 – 12/2029 |
| RB 85              | Oberweserbahn               | 356      | Paderborn Hbf – Altenbeken – Ottbergen – Göttingen                         | OWL  | 12/2013 – 12/2029 |
| ehemaliger Betrieb |                             |          |                                                                            |      |                   |
| Linie              | Name                        | KBS      | Zuglauf                                                                    | Netz | Laufzeit          |
| RE 14              | Der Borkener                | 423      | Borken (Westf) – Dorsten – Gladbeck – Bottrop Hbf – Essen Hbf              | EM   | 12/2006 – 12/2021 |
| RE 14              | Emscher-Münsterland-Express | 423      | Borken (Westf) – / Coesfeld – Dorsten – Gladbeck – Bottrop Hbf – Essen Hbf | EM   | 12/2021 – 8/2022  |
| RE 10              | Niers-Express               | 495      | Düsseldorf Hbf – Krefeld Hbf – Geldern – Kleve                             | NRE  | 12/2009 – 8/2022  |
| RB 31              | Der Niederrheiner           | 498      | Xanten – Moers – Duisburg Hbf                                              | NRE  | 12/2009 – 8/2022  |
| RB 36              | Ruhrort-Bahn                | 447      | Duisburg-Ruhrort – Oberhausen Hbf                                          | NRE  | 12/2010 – 8/2022  |
| RE 44              | Fossa-Emscher-Express       | 424      | Bottrop Hbf – Oberhausen Hbf – Duisburg Hbf – Moers                        | NRE  | 12/2019 – 8/2022  |
| RB 44              | Der Dorstener               | 424      | Oberhausen Hbf – Bottrop Hbf – Dorsten                                     | NRE  | 12/2010 – 12/2019 |
| RB 43              | Emschertal-Bahn             | 426      | Dorsten – Wanne-Eickel Hbf – Herne – Dortmund Hbf                          | EM   | 12/2006 – 12/2015 |
| RB 45              | Der Coesfelder              | 423      | Dorsten – Wulfen – Reken – Coesfeld                                        | EM   | bis 12/2021       |
| RB 67              | Der Warendorfer             | 406      | Bielefeld Hbf – Rheda-Wiedenbrück – Warendorf – Münster Hbf                | OWL  | bis 12/2013       |
| RB 82              | Der Leineweber              | 404, 405 | Bielefeld Hbf – (Herford) – Detmold – Altenbeken                           | OWL  | bis 12/2013       |
| RB 31              | Der Niederrheiner           | 498      | Kamp-Lintfort Süd Landesgartenschau 2020 – Moers – Duisburg Hbf            | NRE  | bis 10/2020       |
| RB 77              | Weser-Bahn                  | 372      | Hildesheim Hbf – Hameln – Löhne – Bünde                                    | WLB  | bis 12/2021       |
| RB 79              | Lammetalbahn                | 373      | Hildesheim Hbf – Bodenburg                                                 | WLB  | bis 12/2021       |

## Verkehrsnetze
Weser-Ems (WE): Seit dem 5. November 2000 betreibt die NordWestBahn im Auftrag der Landesnahverkehrsgesellschaft Niedersachsen (LNVG) das Weser-Ems-Netz in Niedersachsen. 2014 wurde der Vertrag bis 2026 erneut an die NordWestBahn vergeben. Mit der Vertragsverlängerung führte die Nordwestbahn zahlreiche Veränderungen im Netz ein: Über 60 neue Fahrkartenautomaten wurden aufgestellt, zusätzliche Kundencenter wurden eröffnet, alle Triebzüge erhielten eine Grundsanierung, sechs neue Triebzüge werden eingesetzt und ein Alkoholkonsumverbot im Zug wurde eingeführt. Im Juni 2025 erteilte die LNVG den Zuschlag für den Verkehrsvertrag von 2026 bis 2035 wieder an die NordWestBahn. Es besteht die Option, den Vertrag um zwei Jahre zu verlängern.
Dieselnetz Ostwestfalen (OWL): Seit dem Dezember 2013 betreibt die NordWestBahn im Auftrag des Zweckverband Nahverkehr Westfalen-Lippe, des Nordhessischen Verkehrsverbundes und der Landesnahverkehrsgesellschaft Niedersachsen das Dieselnetz Ostwestfalen. Dieses war für eine Laufzeit von zwölf Jahren in zwei Losen ausgeschrieben worden. Der Verkehrsvertrag wurde 2024 um vier Jahre bis Dezember 2029 verlängert. Das Los Süd gewann die NordWestBahn, das Los Nord die Eurobahn.
Das Dieselnetz Ostwestfalen umfasst unter anderem das zwischen 2003 und 2013 von der NordWestBahn betriebene Ems-Senne-Weser-Netz mit den Linien RB 67, RB 74, RB 75, RE 82 und RB 85. RB 67 und RE 82 sind Teil des Los Nord und werden heute von der Eurobahn betrieben.
Die Linie RB 84 (Paderborn–Holzminden) wurde mit Vertragsbeginn nach Kreiensen verlängert und ersetzt zwischen Holzminden und Kreiensen die Regionalbahn der DB Regio. Auf der Linie RB 85 (Ottbergen–Göttingen) fährt die NordWestBahn werktags tagsüber im Stundentakt. Nachdem die entsprechende Infrastruktur errichtet worden ist, wurde die RB 85 nach Paderborn verlängert. Zwischen Paderborn und Ottbergen verkehren RB 84 und RB 85 vereinigt.
Emscher-Münsterland-Netz (EM): Seit dem Fahrplanwechsel im Dezember 2006 erbringt die NordWestBahn im Auftrag der Zweckverbände Verkehrsverbund Rhein-Ruhr (VRR) und des Zweckverband SPNV Münsterland (ZVM) die Verkehrsleistungen des Emscher-Münsterland-Netzes. 2016 erhielt die Nordwestbahn den erneuten Zuschlag für den Betrieb des Netzes von 2018 bis mindestens Dezember 2021. Auch den Folgevertrag von Dezember 2021 bis Dezember 2028 konnte sich die NordWestBahn sichern, jedoch wurde der Betrieb des Netzes zum 1. September 2022 an die RheinRuhrBahn, ein ebenfalls zu Transdev GmbH gehörendes Schwesterunternehmen, abgegeben.
Niers-Rhein-Emscher-Netz (NRE): Der Vergabeausschuss des VRR hat die NordWestBahn aufgrund einer europaweiten Ausschreibung mit der Durchführung des Schienenpersonennahverkehrs im Niers-Rhein-Emscher-Netz beauftragt. Zum Einsatz kommen 28 Triebwagen vom Typ LINT 41 H.
Zum 1. September 2022 wurde das Netz an die RheinRuhrBahn, ein anderes Eisenbahnverkehrsunternehmen aus dem Transdev-Konzern abgegeben.
Regio-S-Bahn Bremen/Niedersachsen (RSBN): Die NordWestBahn hat im März 2008 die Ausschreibung für die Regio-S-Bahn Bremen/Niedersachsen gewonnen.
Gegen die Vergabe dieser Strecken an die NordWestBahn legte DB Regio anfangs Widerspruch ein. DB Regio hatte sich erfolglos an der Ausschreibung beteiligt. Sie beabsichtigte, im Falle eines erneuten Ausschreibungsverfahrens mit der tarifungebundenen DB Heidekrautbahn anzutreten.
Während des Verfahrens vor dem Oberlandesgericht Celle zog die DB Regio allerdings ihren Nachprüfungsantrag zurück. Die Vergabe der S-Bahn Bremen an die NordWestBahn wurde in der Folge im Juli 2008 rechtsgültig. Zum Betrieb der S-Bahn Bremen nutzt die NordWestBahn Fahrzeuge vom Typ Coradia Continental und seit 2022 Stadler Flirt 3XL.
Weser-/Lammetalbahn (WLB): Seit dem 11. Dezember 2011 betrieb die NordWestBahn die Weser-/Lammetalbahn, die zuvor von der Eurobahn betrieben worden war. Zum Fahrplanwechsel im Dezember 2021 wurde das Netz zusammen mit dem von erixx betriebenen Heidekreuz (Heidebahn/Amerikalinie) als Dieselnetz Niedersachsen Mitte neu ausgeschrieben. Den Zuschlag erhielt die DB Regio. Der Betrieb wurde jedoch an die DB-Tochter Regionalverkehre Start Deutschland übertragen.
S-Bahn Hannover: Ab dem 11. Dezember 2021 sollte die NordWestBahn die Betriebsleistungen der S-Bahn Hannover übernehmen.
2019 wurde mit der Transdev Hannover GmbH eine neue Tochtergesellschaft gegründet, die unter der Marke „SBH S-Bahn Hannover“ den Betrieb übernahm. Der Betriebsstart wurde aufgrund von Verzögerungen auf den 12. Juni 2022 verschoben.

## Fahrzeuge

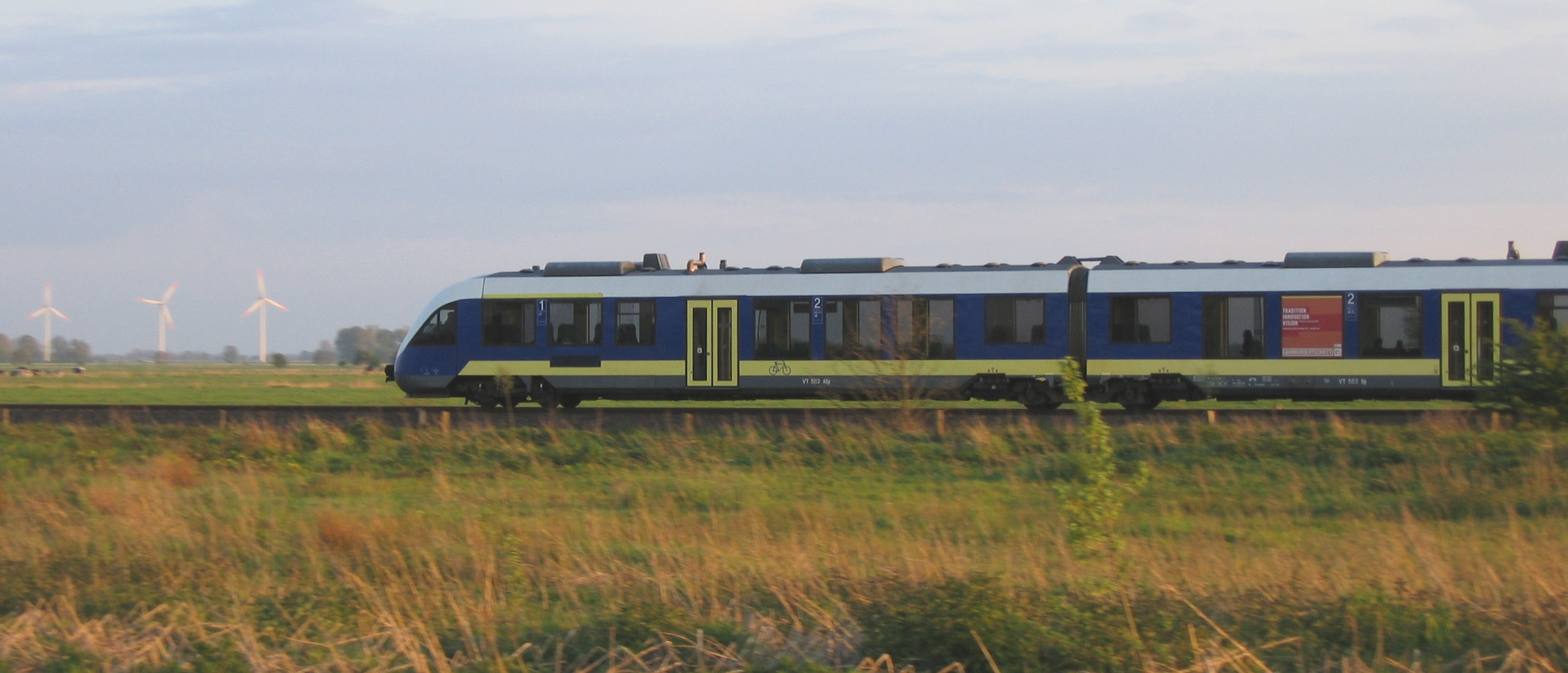
LINT 41 der Nordwestbahn

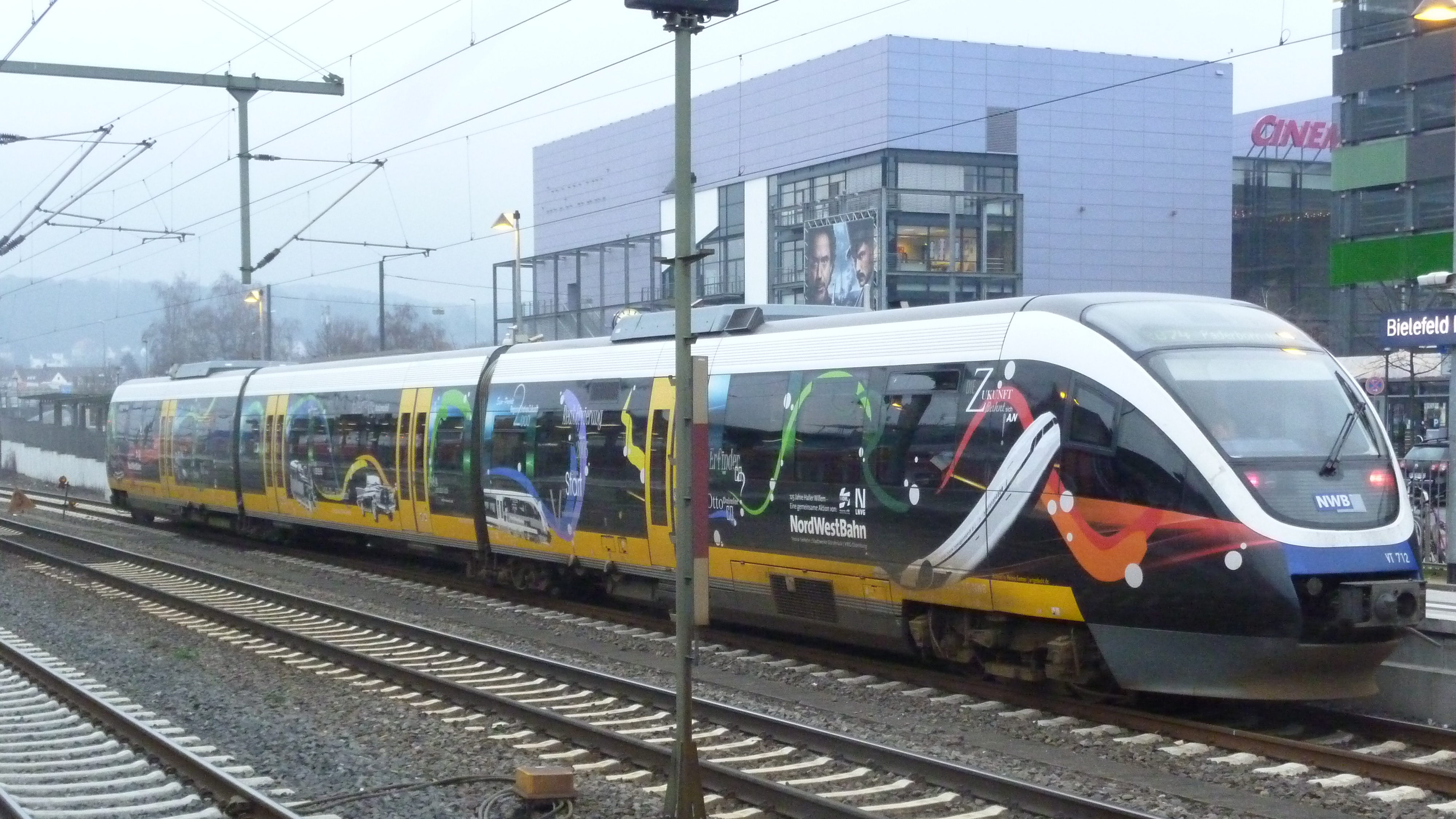
NWB Talent VT 712 in Sonderlackierung „Haller Willem“ in Bielefeld Hbf

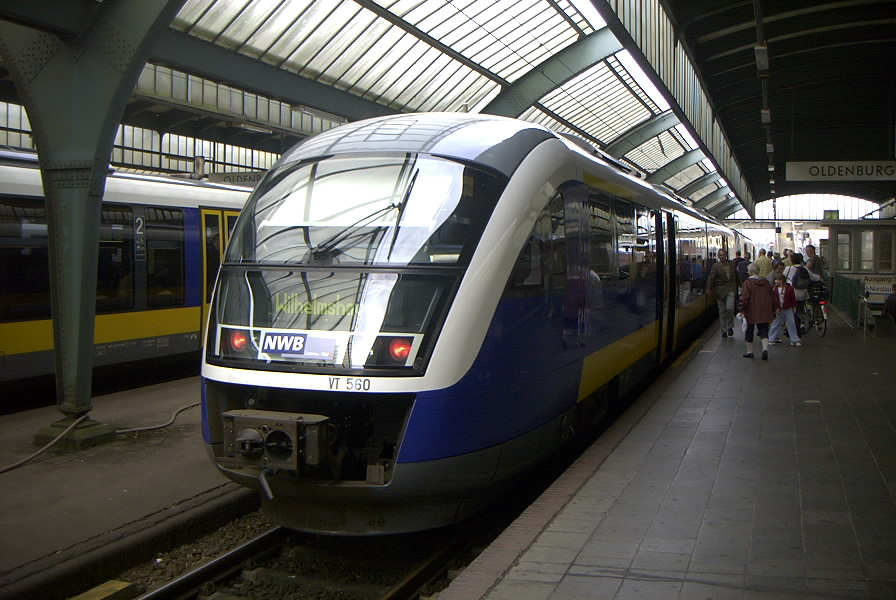
NWB Desiro VT 560 in Oldenburg Hbf

Auf den Strecken des Weser-Ems-Netzes und der Weser-/Lammetalbahn setzt die NordWestBahn Triebwagen des Typs LINT 41 ein, die alle aus dem Fahrzeugpool der LNVG gemietet sind. Mit dem Fahrplanwechsel 2016 kommen nun auf den Strecken des Weser-Ems-Netzes sechs neue Triebwagen des Typs LINT 41 zum Einsatz. Der übrige Fahrzeugpool war zuvor komplett grundsaniert worden. Auch im Niers-Rhein-Emscher-Netz kamen LINT 41 zum Einsatz.
Nach dem Verlust des Netzes Weser-/Lammetalbahn an Regionalverkehre Start Deutschland im Dezember 2021 wurden elf Triebwagen des Typs an den neuen Betreiber abgegeben.
Weitere 43 Triebwagen vom Typ Talent, überwiegend dreiteilig, werden im Dieselnetz Ostwestfalen und ehemals im Emscher-Münsterland-Netz eingesetzt. Ein Großteil der Talent-Triebwagen befindet sich dabei im Eigentum der Leasinggesellschaft Alpha Trains.
Zum September 2022 gingen 36 LINT 41- und 13 Talent-Triebwagen an das neu gegründete Schwesterunternehmen RheinRuhrBahn über.
Für den Betrieb der Regio-S-Bahn Bremen/Niedersachsen hat die NordWestBahn 18 drei- und 17 fünfteilige Triebwagen vom Typ Alstom Coradia Continental beschafft. Diese besitzen Komfortmerkmale wie 230-Volt-Steckdosen sowie einen Familienbereich je Triebwagen.
Da der NordWestBahn seit August 2010 drei LINT-Triebwagen fehlten (Zusammenstoß mit einem Arbeitszug im Bahnhof Geldern), wurden unter anderem von DB Regio Talent-Triebwagen angemietet. Diese wurden Anfang 2011 durch von Agilis geliehene Regio-Shuttle RS 1 ersetzt. Die Regio-Shuttle waren bis Ende Mai 2011 angemietet und kehrten dann zur Eigennutzung zu Agilis zurück.
Ab dem Jahr 2001 setzte die NordWestBahn für einige Jahre Triebwagen vom Typ Siemens Desiro Classic auf der Strecke Oldenburg–Wilhelmshaven ein, im Jahr 2009 auch kurzfristig auf der Strecke Dortmund–Dorsten.

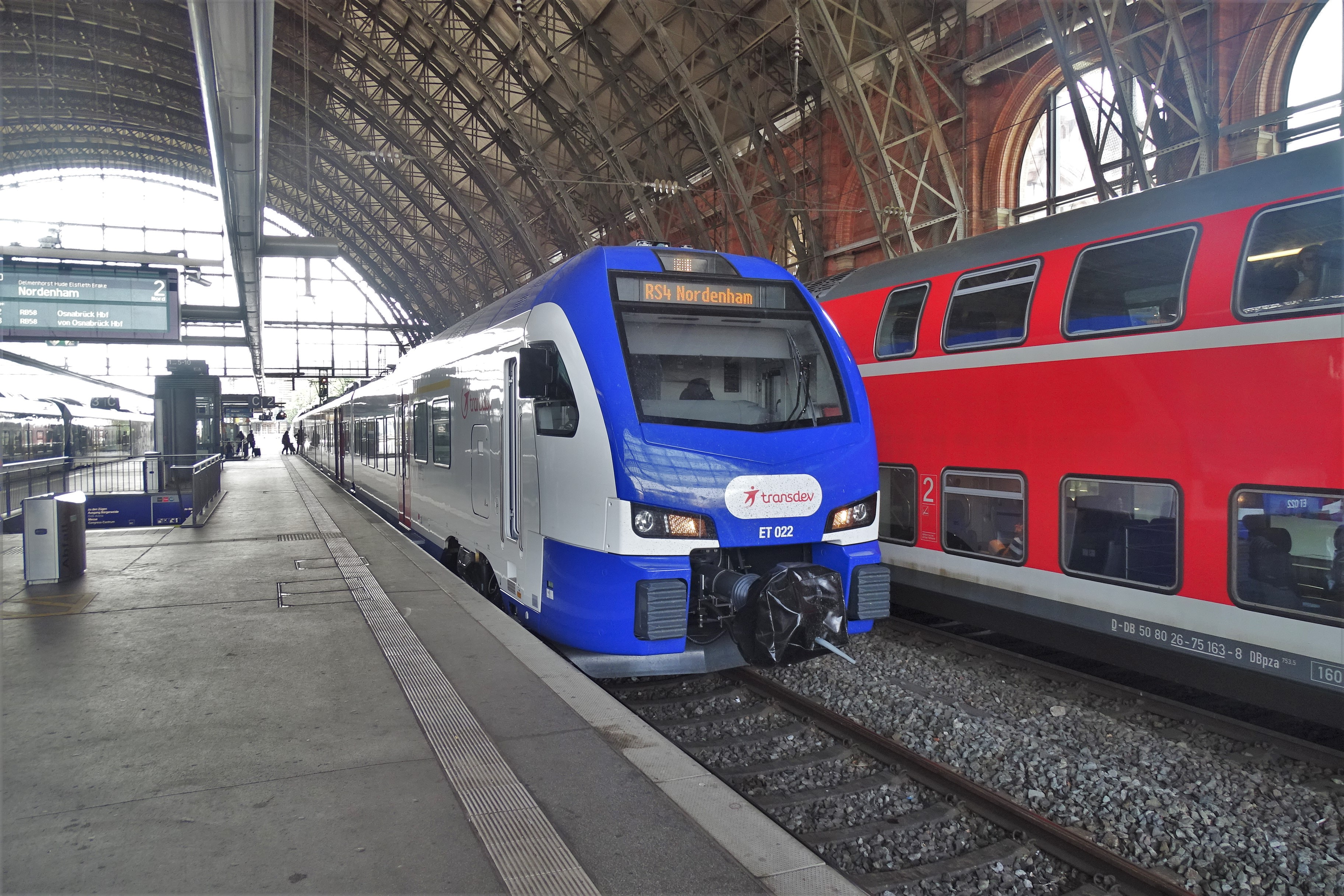
FLIRT 3 als RS4 nach Nordenham in Bremen Hbf

In der Vergangenheit setzte die NordWestBahn auf den Regio-S-Bahn-Linien einen fünfteiligen FLIRT 3 zur Verstärkung ein.
| Baureihe | Fahrzeugtyp         | Anzahl | Bemerkung          | Bild |
| -------- | ------------------- | ------ | ------------------ | ---- |
| 648      | LINT 41             | 40     |                    |      |
| 1648     | LINT 41             | 6      | neuer Fahrzeugkopf |      |
| 643      | TALENT              | 16     |                    |      |
| 440      | Coradia Continental | 35     |                    |      |
| 3428     | Stadler Flirt 3XL   | 16     |                    |      |

## Betriebshöfe

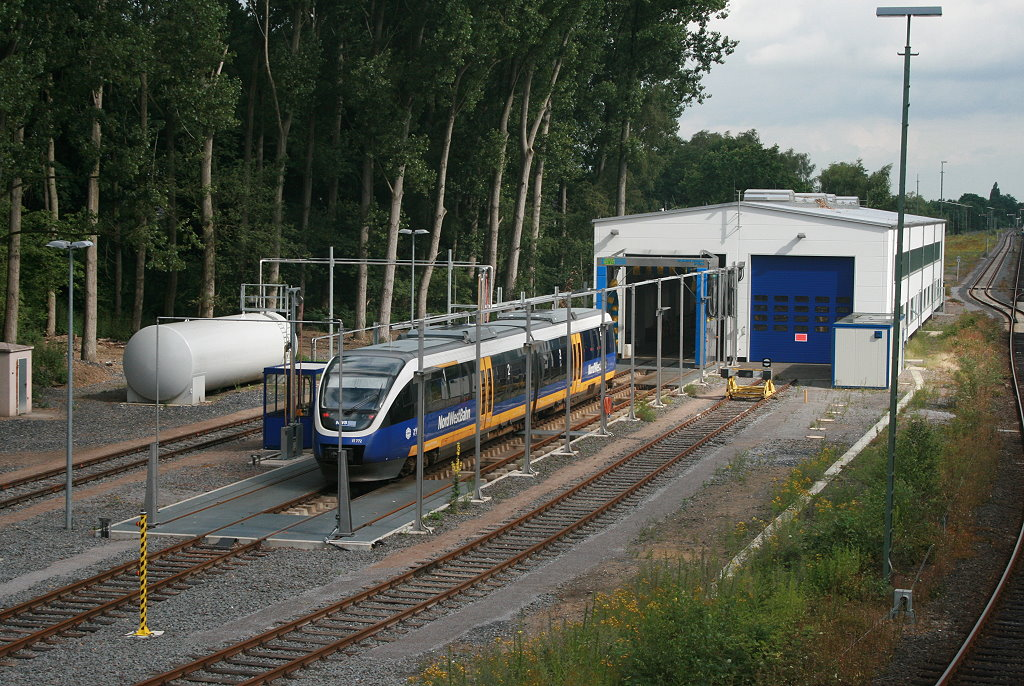
Betriebshof in Dorsten

Zur Wartung der Triebwagen des Weser-Ems-Netzes und des Dieselnetz Ostwestfalen unterhält die NordWestBahn einen Betriebshof im Osnabrücker Hafen. Dort stehen insgesamt fünf Wartungsgleise, eine Waschanlage sowie eine Tankstelle zur Verfügung.
Einen weiteren Betriebshof errichtete die NordWestBahn im Jahr 2007 in Dorsten. Dieser diente der Wartung der Triebwagen des Emscher-Münsterland-Netzes. Ein zweites Werkstattgleis wurde im Juni 2015 in Betrieb genommen. Für die Wartung der Triebwagen des Niers-Rhein-Emscher-Netzes wurde die Werkstatt der Konzernschwester Rheinisch-Bergische Eisenbahn-Gesellschaft in Mettmann erweitert, um die dortigen Einrichtungen als Auftraggeber zu nutzen. Beide Teilnetze gehören seit 2022 zur Rheinruhrbahn.
Der Betriebshof für die Regio-S-Bahn befindet sich im Bremerhavener Stadtteil Wulsdorf. Die Halle besitzt zwei Wartungsgleise, die über eine Oberleitung verfügen. Die neben dem Werkstattgebäude errichtete Waschanlage besitzt ebenfalls eine Oberleitung, sie wird vom Triebfahrzeug mit 1 km/h durchfahren. Der Standort entspricht dem damaligen Bahnhof Wulsdorf Süd der Niederweserbahn.

## Kundenzentren
Eigene Kundenzentren betreibt die NordWestBahn in den Bahnhofshallen im Hauptbahnhof Bremen. Zum Fahrplanwechsel 2016 hatte die NordWestBahn die Kundenzentren in Wilhelmshaven und Cloppenburg von der Deutschen Bahn übernommen. Ende 2021 wurde das Kundenzentrum in Wilhelmshaven geschlossen. Über Kooperation mit regionalen Partnern bietet die NordWestBahn Kundenanlaufstellen in Dorsten (Service-Kiosk am Bahnhof), in Oldenburg (Kundencenter der VWG am Lappan und am Zentralen Omnibus-Bahnhof ZOB), in Bremerhaven (BremerhavenBus-Kundencenter am Hauptbahnhof), sowie in den Bahnhofsgebäuden der Stationen Bad Salzdetfurth, Holzminden und Vechta („Reise-Treff“). In der Region Weser-Ems übernehmen zahlreiche „TicketPartner“ der NordWestBahn den personenbedienten Ticketverkauf in Bahnhofsnähe.

## Tickets und Tarife

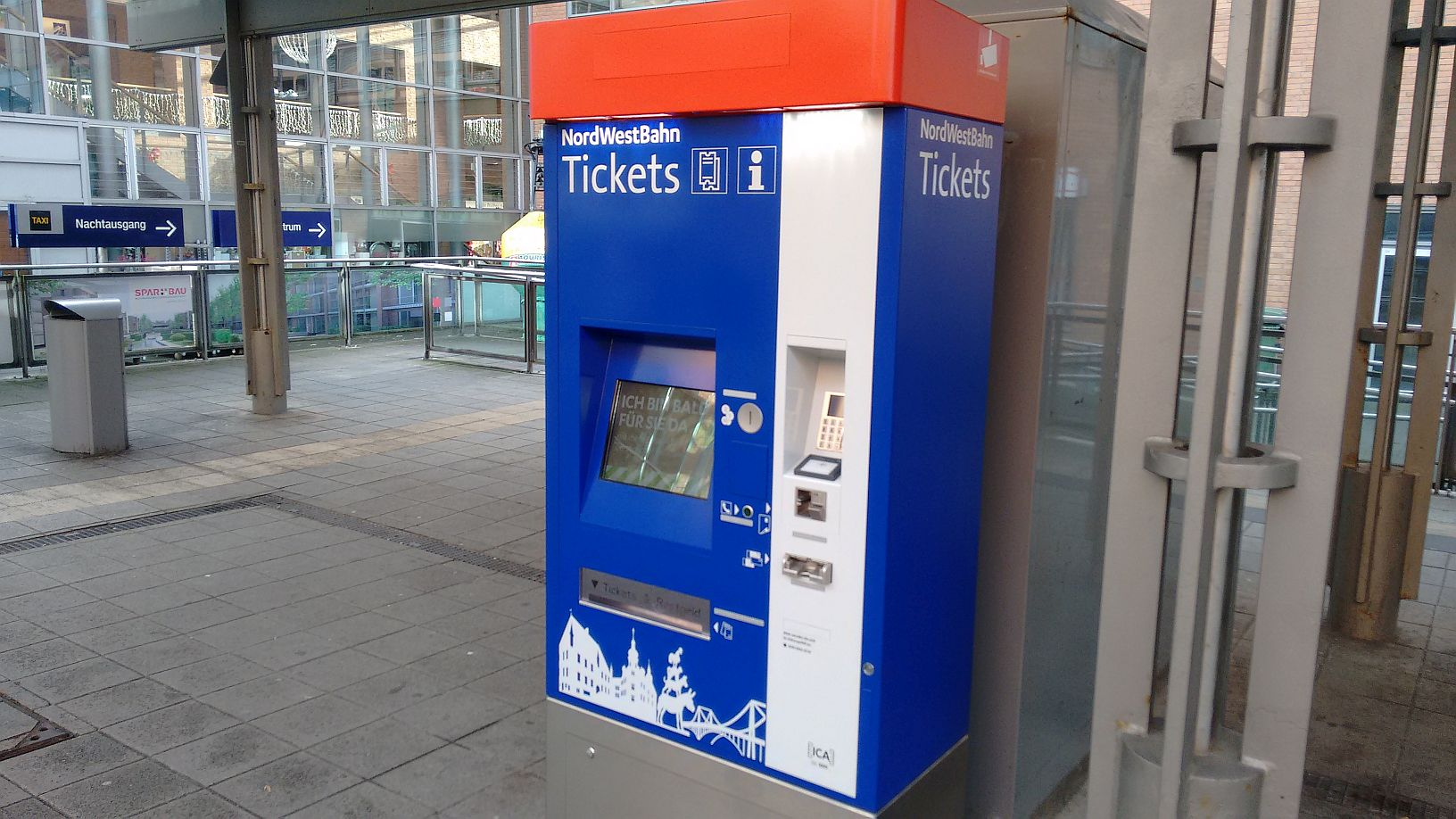
Fahrkartenautomat der NordWestBahn im Bahnhof Wilhelmshaven Hbf

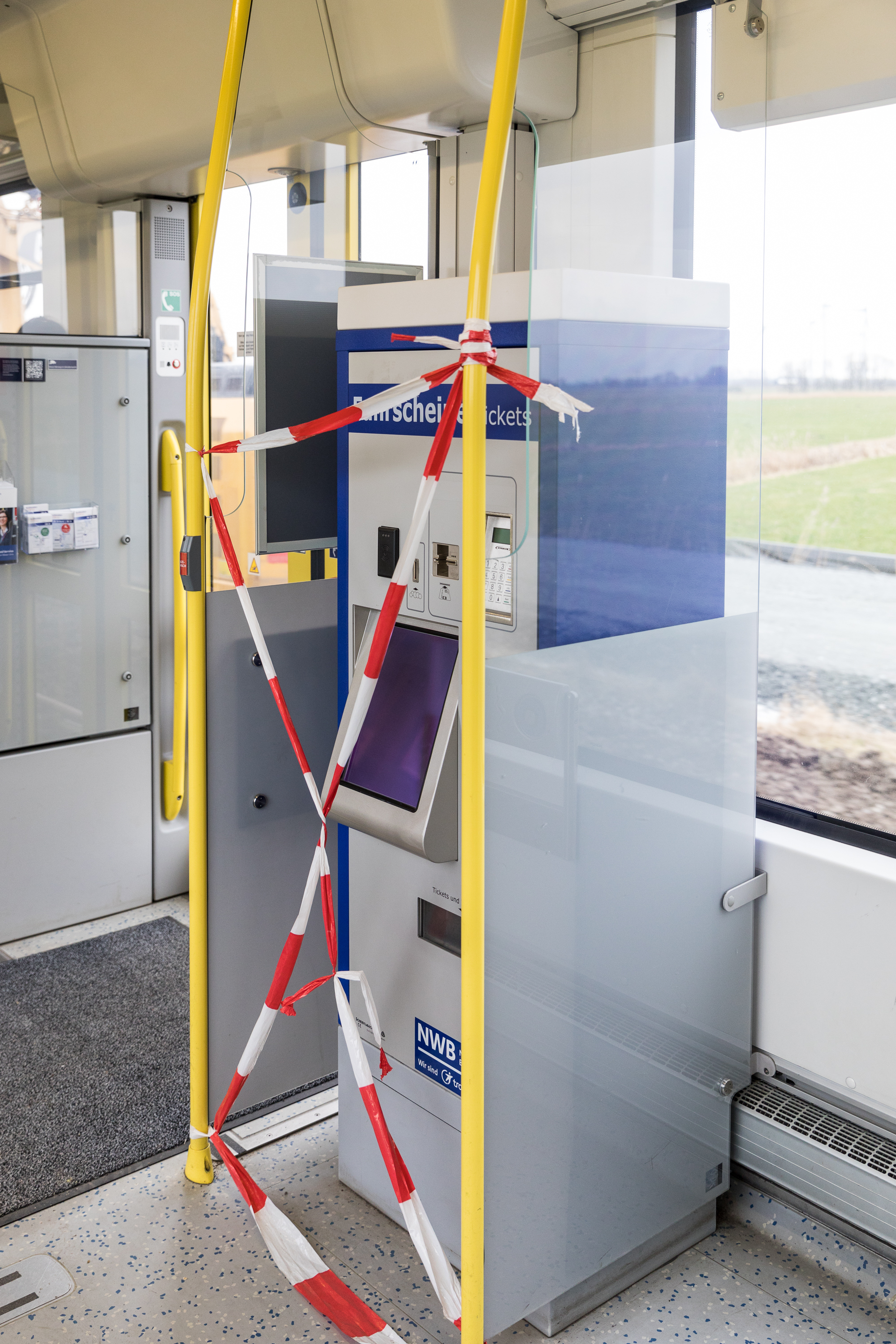
Fahrscheinautomaten im Zug wurden abgeschafft (März 2017)

Die Nordwestbahn bedient mit ihren Linien eine Vielzahl von Tarifräumen:
- in Nordrhein-Westfalen kommen der Westfalentarif, und, verbundraumüberschreitend, der NRW-Tarif zum Einsatz
- in Niedersachsen/Bremen: Verkehrsverbund Bremen/Niedersachsen, GVH-Tarif (Außenringe), Verkehrsgemeinschaft Osnabrück (VOS-Plus für die Bahnstrecke Haller Willem mit Übergangstarif bis Bielefeld (hier gilt der NRW-Tarif nicht). Auf der Lammetalbahn gilt der Kombitarif NordWestBahn/RVHI. Auf den in Ostfriesland verlaufenden Eisenbahnstrecken gilt der Tarif des Verkehrsverbund Ems-Jade (VEJ). Zudem gilt der Niedersachsentarif).
- In Hessen: An drei Halten des Ostwestfalen-Verkehrsnetzes kommt der NVV-Tarif zum Einsatz.[37]

Länderübergreifend kommt zudem der Deutschlandtarif zur Anwendung. Die NordWestBahn ist Mitglied im Tarifverband der Bundeseigenen und Nichtbundeseigenen Eisenbahnen in Deutschland (TBNE), der die Tarifanerkennung und Einnahmeaufteilung zwischen nichtbundeseigenen Bahnen und der Deutschen Bahn organisiert.
Entsprechend den Vorgaben des jeweiligen Verkehrsvertrags vertreibt die NordWestBahn Fahrscheine auf vielen Linien über eigene Automaten im Zug (Dieselnetz Ostwestfalen) oder über Automaten an den Stationen (Weser-Ems, Regio-S-Bahn Bremen/Niedersachsen, Weser-/Lammetalbahn), an den Stationen des Dieselnetz Ostwestfalen in Niedersachsen. Die Stationen entlang der Ostfriesischen Küstenbahn wurden zum Juli 2016 mit stationären Fahrscheinautomaten der NordWestBahn ausgestattet. Zum Fahrplanwechsel im Dezember 2016 hat die NordWestBahn in der Region Weser-Ems das Vertriebskonzept geändert. Zuvor konnten Reisende ihren Fahrschein über mobile Fahrscheinautomaten im Zug kaufen, nun gilt „Einstieg nur mit gültigem Ticket“. Damit gilt dieses Prinzip einheitlich auf allen Nahverkehrslinien in ganz Niedersachsen. Damit verbunden hat die NordWestBahn nahezu alle Haltestellen im Verkehrsnetz mit neuen Fahrkartenautomaten ausgestattet und auch den personenbedienten Verkauf mit vierzehn „Ticketpartnern“ ausgebaut.
Das Quer-durchs-Land-Ticket sowie die Ländertickets für Niedersachsen, Bremen und Nordrhein-Westfalen sind auch in den Zügen der Nordwestbahn gültig.

## Touristisches Angebot
Neben dem Linienverkehr bietet die NordWestBahn ein touristisches Angebot an, das sie unter der Marke „StreifZüge“ vertreibt. Das Angebot umfasst Tages- und Mehrtagesausflüge mit Zügen der Nordwestbahn oder mit Reisebussen zu verschiedenen Zielen in Deutschland und Europa. Im Vordergrund stehen Reisen auf die ostfriesischen Inseln, wobei das Reisepaket hier jeweils die Reise mit (meist planmäßigen) Zügen der NordWestBahn, den Bus vom Bahnhof (meist Esens oder Sande) zum Fähranleger, die Fährüberfahrt sowie gegebenenfalls die Hotelübernachtung beinhaltet. Der Vertrieb der Reisen erfolgt über die Website der NordWestBahn, über die Kundencenter der NordWestBahn in Bremen und Osnabrück oder über den „StreifZug“-Schalter der NordWestBahn im Mobilitätszentrum der Stadtwerke Osnabrück am Osnabrücker Neumarkt.

## Zugausfälle
Im Jahr 2018 ließ die NordWestBahn auf einigen nordrhein-westfälischen Linien mangels ausreichender Zahl von Lokführern so viele Fahrten ausfallen, dass die Presse wiederholt berichtete und der VRR Strafzahlungen verhängte. Mangels ausreichender Wirkung der Strafzahlung lud der VRR zum Krisengipfel mit den NWB-Geschäftsführern.
Auch in Niedersachsen und Bremen fallen regelmäßig Züge krankheitsbedingt aus.
Bis Ende März würden auf der Linie RE 18 Oldenburg–Wilhelmshaven–Bremen–Osnabrück deutliche Veränderungen erwartet, ansonsten könne es eine Abmahnung an den Mutterkonzern Transdev geben – es wäre bereits die zweite. Das Unternehmen könnte dann von künftigen Ausschreibungen ausgeschlossen werden. Der niedersächsische Umweltminister Olaf Lies kritisierte, dass die NordWestBahn offenbar lieber die Strafen auf der kürzesten Strecke bezahle und die südliche und längere Verbindung nach Osnabrück bzw. nach Bremen pflege. Im äußersten Nordwesten würden auffällig viele Züge komplett ausfallen.
Im Januar 2020 erfolgte eine erneute Abmahnung durch die Landesnahverkehrsgesellschaft Niedersachsen aufgrund weiterhin bestehender Mängel im Nordwesten Niedersachsens. Die vereinbarte Zuverlässigkeit sei fortgesetzt aufgrund unzureichender Ausstattung im Bereich des Lokpersonals nicht vertragsgemäß erbracht worden.